# Biologisch ei

Binnen 6 hennen per vierkante meter, buiten één hen per vier vierkante meter.

Een biologisch ei is gelegd door een kip die volgens de regels van de biologische landbouw gehouden wordt. Deze kippen krijgen biologisch voer, hebben méér ruimte en daglicht in de stal en moeten overdag naar buiten kunnen.
In Nederland hebben deze eieren het EKO-keurmerk en de eicode '0'. Hennen die biologische eieren leggen hebben buiten een uitloop van minimaal 4 m² per hen en binnen zitten er maximaal 6 hennen op een vierkante meter. Tevens moeten de hennen minstens 8 uur per dag toegang hebben op de uitloop. Ook moeten ze een ononderbroken nachtrust van minimaal 8 uur hebben. Per 8 leghennen moet er een legnest zijn. De snavels mogen niet gekapt of geslepen worden.